# Bobby Vernon
Bobby Vernon (9 de marzo de 1897-28 de junio de 1939) fue un actor estadounidense de la época del cine mudo, intérprete de numerosos primeros papeles, tanto cómicos como románticos. 

## Resumen biográfico
Nacido en Chicago, Illinois, su verdadero nombre era Sylvion de Jardin. 
Vernon era hijo de la notable actriz Dorothy Vernon, y su primera aparición en escena tuvo lugar cuando tenía solamente once años de edad. Cinco años más tarde ya actuaba en las comedias Joker de Universal Studios. 
En 1915 empezó a protagonizar comedias románticas de Keystone Studios junto a Gloria Swanson, y en 1917 trabajaba en producciones dirigidas por Al Christie.
Posteriormente fue guionista y supervisor de Paramount Pictures en filmes interpretados por W.C. Fields, entre otros, e iniciada ya la era del cine sonoro.
Bobby Vernon falleció a causa de un ataque cardiaco en 1939 en Hollywood, California. Fue enterrado en el Cementerio Forest Lawn Memorial Park de Glendale (California).